# Bonjour la chance
Pour plus de détails, voir Fiche technique et Distribution.
Bonjour la chance (La ironía del dinero) est un franco-espagnol réalisé par Edgar Neville et Guy Lefranc, sorti en 1957.

## Fiche technique
- Titre : Bonjour la chance
- Titre espagnol : La ironía del dinero
- Réalisation : Edgar Neville et Guy Lefranc
- Scénario : Edgar Neville
- Adaptation : Yannick Andréi
- Dialogues : André Tabet
- Photographie : Maurice Barry (épisode français), Alfredo Fraile, Theodore J. Pahle
- Musique : José Muñoz Molleda, Paul Misraki
- Montage : Robert et Monique Isnardon, Sara Ontañón
- Producteur : Henri Bernadac
- Sociétés de production : Edgar Neville Producción et Les Grands Films Français
- Pays :  France -  Espagne
- Format : Noir et blanc
- Genre : Comédie
- Durée : 76 minutes
- Dates de sortie : 
  - France - 5 mars 1957
  - Espagne - 19 octobre 1959

## Distribution
- Antonio Vico : Sebastián García
- Irene Caba Alba : Sirvienta
- Fernando Fernán Gómez : Frasquito
- Philippe Lemaire
- Cécile Aubry : L'américaine
- Guillermo Marín
- Carmen de Lirio : Paca
- Antonio Casal : El hambrientito de Cuenca
- Jacqueline Pierreux
- Rafael Alonso : Apoderado
- Alfonso Godá
- Antonio Riquelme
- José Capilla
- Manuel Arbó
- Francisco Aguilera : Guitariste
- Jacqueline Plessis
- Henri Vilbert
- Jean Carmet